# Провулок Рилєєва (Київ)
Прову́лок Рилє́єва — провулок у Подільському районі міста Києва, місцевість Куренівка. Пролягає від вулиці Рилєєва до тупика.
Прилучається провулок Максима Кривцова

## Історія
Провулок виник у середині 50-х років XX століття під сучасною назвою, на честь Кіндрата Рилєєва.